# Варела, Феликс
Феликс Варе́ла-и-Моралес (исп. Félix Varela y Morales; 20 ноября 1788, Гавана, Куба, Испанская империя — 18 февраля 1853, Сент-Огастин, Флорида, США) — кубинский католический священник, философ

, педагог, общественный и политический деятель, участник борьбы за независимость Кубы.
Получил духовное образование и звание доктора теологии. С 1811 года был профессором семинарии-колледжа в Гаване, с 1821 — депутатом испанских кортесов. Избежал смертной казни за свою поддержку самоуправления и отмены рабства, эмигрировав в США. Считается одним из ведущих мыслителей Кубы XIX века и заметной фигурой в католической церкви как в его родной стране, так и в Соединенных Штатах, в приходах которых он также служил.

## Биография

### Ранние годы
Варела родился в Гаване на Кубе, тогда ещё являвшейся частью Новой Испании, и большую часть жизни прожил в кубинской столице. Однако вырос (и умер) он в Сент-Огастине (Флорида), где воспитывался после смерти матери при родах дедом-подполковником Бартоломе Моралесом, командующим вооружёнными силами испанской Флориды.
Подростком Феликс отказался от предложения деда отправиться в военную академию в Испании — сказалась царившая в семье атмосфера набожности. В 14-летнем возрасте юноша заявил: «Я хочу быть солдатом Иисуса Христа. Мое призвание не убивать, а спасать души». Поэтому он вернулся в Гавану — учиться на священника в единственной на Кубе семинарии Сан-Карлос и Сан-Амбросио. Он также учился в Гаванском университете. В возрасте 23 лет он был рукоположен в соборе Гаваны для епархии Сан-Кристобаль-де-ла-Гавана.
Одним из его преподавателей был теолог, философ-картезианец и сторонник Просвещения Хосе Агустин Кабальеро, рассмотревший в семинаристе способности к преподавательской и научной деятельности. При его поддержке Варела после своего рукоположения в 1811 году занял кафедру философии семинарии (колледжа, или колехио) Сан-Карлос.

### Преподаватель и философ
Варела боролся за реформу системы преподавания философии на Кубе. Следом за своим учителем Кабальеро он вводил изучение новых философии и естествознания, декартовской мысли, ньютоновской физики. Решив преподавать философию, физику и химию не на латыни, а на живом испанском языке, он приступил к реализации идей своего наставника: «Я конечно же взял метлу и начал мести, решив не оставлять ни малейших пылинок схоластики, всего, что было, на мой взгляд, ненужным и бесполезным». При нём в учебном заведении был создан кабинет экспериментальной физики, а после либеральной революции 1820 года в Испании — учреждены кафедры конституции и политэкономии.
На своей должности Варела обучал многих выдающихся кубинцев, в том числе Хосе Антонио Сако, Доминго дель Монте, Хосе де ла Лус-и-Кабальеро и Фелипе Поэя. Говоря о Вареле, де ла Лус сказал: «Пока на Кубе существует мысль, нам следует помнить того, кто научил нас думать». Учитель Хосе Марти, Рафаэль Мария де Мендиве, также был учеником Варелы.
В этот период Варела, прежде чем ему исполнилось 30 лет, основал литературное общество и опубликовал ряд популярных книг по философии, в которых отобразились идеи эпохи Просвещения: в 1814 году вышли два тома его «Этики», в 1817 году — «Философские заметки» (Miscelánea filosófica), а в 1818 году — «Уроки философии». Кроме того, им было издано большое количество педагогических работ.
В своём мировоззрении сочетал католическую религиозность с сенсуалистическими и материалистическими положениями (отрицание врожденных идей, критика локковской рефлексии и кантовского априоризма, которому Варела посвятил специальную статью в 1841 году). В вопросах философии стремился устранить схоластический метод и авторитет римских пап и святых. Главное место в учении Варелы занимало учение о разуме. Мыслитель провозглашал разум и опыт единственным источниками знаний («Трактат о направлении разума»). Отстаивал теорию естественного права, которую также стремился увязать с религиозными идеями.

### Депутат в Испании
В 1821 году Варела был избран представителем Кубы в Генеральных кортесах Испании в Мадриде. Свою политическую деятельность он начинал как сторонник автономизма, но вскоре эволюционировал к требованиям независимости. В качестве депутата опубликовал эссе, в котором приводил доводы в пользу отмены рабства на Кубе.
15 марта 1823 года вместе с рядом других депутатов предложил петицию к короне о предоставлении автономии не только Кубе, но и всем «остальным провинциям» Латинской Америки, не добившимся независимости в ходе недавних войн. Проект приняли к рассмотрению, но вскоре в Испании Реставрация Бурбонов свергла либеральное правительство и восстановила абсолютистское правление Фердинанда VII.
Оппозиция была подавлена, всякие демократические тенденции и носители прогрессивных идей стали жестоко преследоваться. Правительство короля Фердинанда VII приговорило к смертной казни и Варелу. Впрочем, прежде чем его удалось арестовать, он бежал сначала в Гибралтар, затем в Соединенные Штаты, где провёл остаток своей жизни, поселившись в Нью-Йорке.

### В эмиграции в США

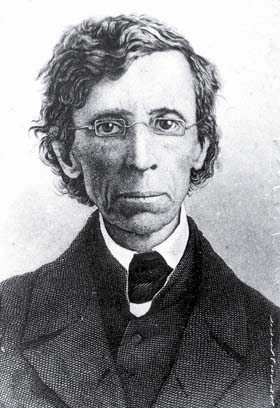
Портрет Варелы в газете.

В своей вынуждённой эмиграции Варела основал первую испаноязычную газету в США «El Habanero» («Абанеро»), в которой отстаивал идеи независимости Кубы, хотя выпустить удалось всего семь номеров Он издавал и другие газеты на испанском языке, в том числе «El Mensajero Semanal», а также англоязычную «The Protestant’s Abridger and Annotator». Он написал множество статей о правах человека, а также несколько эссе о религиозной толерантности, сотрудничестве между англо- и испаноязычными сообществами и важности образования.
Потратив несколько месяцев на изучение английского языка, с 1825 по 1827 год он служил помощником священника в церкви Святого Петра на Барклай-стрит. В 1827 году Варела приобрёл бывшее здание епископальной церкви на Энн-стрит под названием Крайст-Чёрч и основал новый католический приход с тем же названием. К 1833 году использование здания стало небезопасным, и поэтому Варела купил землю на Джеймс-стрит для строительства новой церкви, посвященной Св. Иакову.
Однако некоторые члены общины жаловались, что Джеймс-стрит находится слишком далеко от их старой церкви, и поэтому в 1836 году Варела также приобрёл бывшую пресвитерианскую церковь на Чемберс-стрит, переименовав её в Церковь Преображения Господня, и служил там оставшееся время пребывание в Нью-Йорке. В 1853 году, через несколько лет после того, как Варела перебрался из Нью-Йорка во Флориду, приход снова переехал — в здание бывшей протестантской церкви на Мотт-стрит на Манхэттене. Позже этот район стал известен как Чайна-таун, и приход продолжает обслуживать преимущественно иммигрантское сообщество. Здесь находится памятник Вареле.
В 1837 году Варела был назначен генеральным викарием епархии Нью-Йорка, которая тогда охватывала весь штат Нью-Йорк и северную половину Нью-Джерси. На этом посту он сыграл значительную роль в помощи с наплывом ирландских беженцев. Его желание помогать нуждающимся в сочетании с его даром к языкам позволило ему овладеть ирландским, чтобы лучше понимать нужды недавно прибывших с Ирландии единоверцев.
Варела служил богословским консультантом в комитете американских епископов, разработавшим знаменитый Балтиморский катехизис, ставший стандартным учебным пособием для католических детей в стране до середины XX века. Позже ему вручили степень доктора богословия в семинарии Святой Марии в Балтиморе (штат Мэриленд).
В 1848 году, измученный трудами, Варела-и-Моралес заболел тяжёлой астмой, из-за чего он удалился в Сент-Огастин и умер там пять лет спустя. В 1902 году епископ епархии Сент-Огастина Уильям Джон Кенни одобрил перезахоронение останков Варелы . Они были обнаружены на кладбище Толомато и возвращены на Кубу, где его нашли покой в Аула Магна Гаванского университета.

## Память

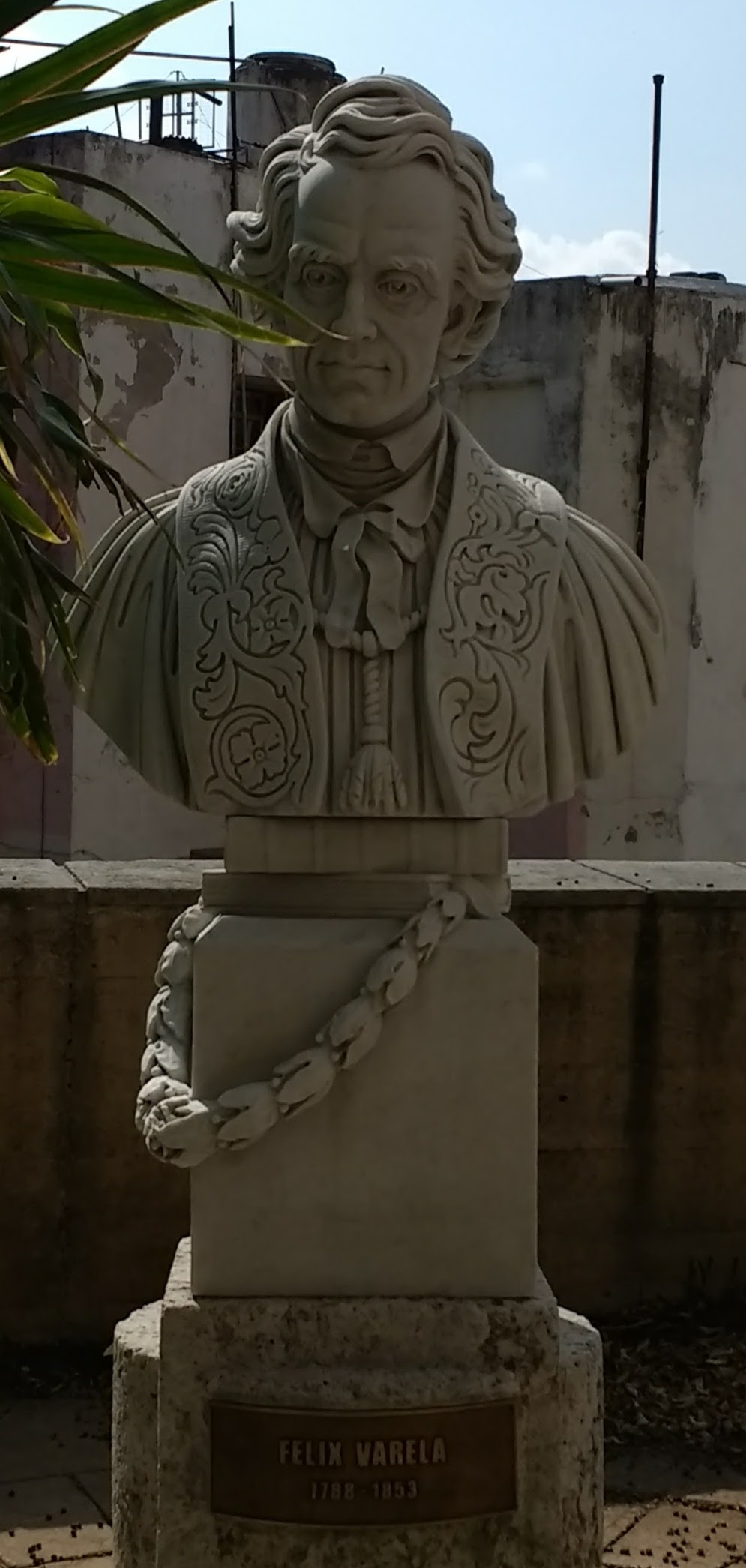
Бюст Феликса Варелы на территории кампуса Гаванского университета.

Кубинское правительство учредило высшую в стране культурную награду его имени под названием Орден Феликса Варелы, которая вручается за вклад в кубинскую и мировую культуру (См. Список награжденных премией Варелы).
Его имя также используется «проектом Варела» (Proyecto Varela) предложенным оппозиционным Христианским освободительным движением, о котором кубинскому народу на государственных теле- и радиостанциях Кубы объявил экс-президент США Джимми Картер. В целом, многие представители кубинско-американской эмигрантской общины идентифицируют себя с Варелой из-за его опыта изгнания.
В 1997 году Почтовая служба США почтила Варелу выпуском памятной марки стоимостью 32 цента. Именем Варелы названы улицы в Гаване (улица падре Варелы), Сент-Огастине (с грамматической ошибкой — «Авеню Варелла») и других местах, а также школа в Майами. В его честь была названа звезда BD-17 63 в созвездии Кита на конкурсе NameExoWorlds 2019 года.

### Перспективы канонизации
В настоящее время Варела рассматривается в качестве кандидата для канонизации как католический святой. Официально начавшее этот процесс объявление его Слугой Божьим признаёт его преданным католиком и образцом для других верующих и неверующих.
В пасхальное воскресенье, 8 апреля 2012 года, и Архиепископия Нью-Йорка, и Архиепископия Майами (каждая из которых имеет значительную паству кубинского происхождения) объявили, что Дикастерия (Священная Конгрегация Ватикана по делам святых) объявила Варелу «Досточтимым». Это означает, что он прожил добродетельную жизнь в рамках католической веры и как таковой достоин похвалы (почитания).
Для того, чтобы он был беатифицирован на следующем этапе процесса, необходимо доказать, поскольку он не является мучеником, что благодаря его прямому заступничеству произошло чудо (официально считающееся таковым с нейтральной богословской точки зрения). Для канонизации требуется ещё одно такое чудо; в этом случае канонизации он станет первым кубинцем, которого будут чтить на алтарях католической церкви.
30 октября 2015 года архиепископ Гаваны кардинал Хайме Ортега назначил архиепископа Винченцо Палья постулатором в процессе беатификации и канонизации Варелы. Палья также является президентом Папского совета по делам семьи и служил постулатором в процессе канонизации убитого архиепископа Сан-Сальвадора Оскара Ромеро, канонизированного в 2018 году.

## Издания сочинений
- Institutiones philosophiae ecclecticae ad usum studiosae juventutis editae, v. 1–4. La Habana, 1812–14.
- Lecciones de filosofia, v. 1–4. La Habana, 1818–20.
  - v. 1–3, 5 ed. Ν.-Υ., 1841.
- Miscelánea filosófica. La Habana, 1819/1944.
- Obras de Félix Varela, v. 1. La Habana, 1961.
- Escritos políticos. La Habana, 1977.